# جيمس ووكر (مدير فني)
جيمس ووكر (بالإنجليزية: James Walker)‏ هو مدير فني أمريكي، ولد في 30 نوفمبر 1944.